# Convenção sobre o Cibercrime
A Convenção sobre o Cibercrime, também conhecida como Convenção de Budapeste sobre o Cibercrime ou simplesmente Convenção de Budapeste, é um tratado internacional sobre direito penal e direito processual penal, firmado no âmbito do Conselho da Europa a fim de promover a cooperação entre os países no combate aos crimes praticados por meio da Internet e com o uso de computadores. A Convenção de Budapeste é complementada por dois protocolos adicionais: um sobre Xenofobia e Racismo cometidos por meio de sistemas de computador, em vigência desde 2006; e um sobre cooperação aprimorada e divulgação de evidências eletrônicas, aberto para adesões desde maio de 2022.

## Elaboração
A Convenção foi elaborada pelo Comitê Europeu para os Problemas Criminais, com o apoio de uma comissão de especialistas, realizando debates entre 1996 e 2000. Aprovado em 2001, foi o primeiro tratado internacional sobre cibercrimes.

## Implementação
A Convenção e sua Minuta do Relatório Explicativo foram adotados pelo Comitê de Ministros do Conselho da Europa na Sessão 109 de 08 de novembro de 2001. Foi aberta à assinatura em Budapeste, em 23 de Novembro de 2001, e entrou em vigência em 01 de julho de 2004, quando alcançou cinco ratificações. Até de 2 de setembro de 2006, 15 Estados haviam assinado, ratificado ou aderido à Convenção, enquanto mais 28 Estados a assinaram, mas não a ratificaram. Em junho de 2021, contam-se 66 países nos quais o tratado está vigente, além de 11 observadores, e com a estimativa de que 158 países o utilizaram como orientação para suas legislações nacionais.
Além da atuação do Comitê da Convenção (T-CY), o Escritório do Programa de Cibercrime (C-PROC) do Conselho da Europa, sediado em Bucareste, na Romênia, a fim de apoiar a implementação e fortalecer a capacidade de governos de diversos países para pesquisar, apreender e confiscar produtos do crime cibernético e prevenir a lavagem de dinheiro na Internet e proteger provas eletrônicas, desenvolve projetos como o Cybercrime@Octopus, iPROCEEDS (Albânia, Bósnia e Herzegovina, Montenegro, Macedônia do Norte, Sérvia, Turquia e Kosovo), CyberEast (Armênia, Azerbaijão, Bielo-Rússia, Geórgia, Moldávia e Ucrânia), CyberSouth (Vizinhança do Sul: Algeria, Jordan, Lebanon, Morocco and Tunisia) e GLACY+.

## Adesão do Brasil
Em 11 de dezembro de 2019, conforme o item 10.3 da 1363ª Reunião de Delegados de Ministros do Conselho da Europa,aprovou-se o convite, com prazo de 5 anos de validade, para que o Brasil pudesse aderir à Convenção sobre o Crime Cibernético.
A adesão do Brasil foi apreciada pelo Congresso Nacional por meio do Projeto de Decreto Legislativo de Acordos, Tratados ou Atos Internacionais nº 255/2021, entre junho e dezembro de 2021, dando origem à promulgação do Decreto Legislativo nº 37/2021, publicado em 21 de dezembro de 2021.
Em 12 de abril de 2023, na forma do art. 84, caput, inciso IV, da Constituição da República, o Presidente Lula promulgou a Convenção por meio do Decreto nº 11.491.
Embora o Marco Civil da Internet (Lei nº 12.965 de 2014)já trate sobre a matéria, a promulgação da convenção fortalece o compromisso internacional do Brasil e assegura a ampliação de ferramentas legais para combate dos crimes pela internet.

## Conteúdo
A Convenção prevê a criminalização de condutas, normas para investigação e produção de provas eletrônicas, e meios de cooperação internacional. Quanto ao direito penal material, ela disciplina violações de direito autoral, fraudes relacionadas a computador, material de abuso sexual infantil, crimes de ódio e violações de segurança de redes.No aspecto processual, prevê uma série de poderes e procedimentos, como a pesquisa de redes de computadores e interceptação legal.E na parte de internacional, trata de extradição, assistência jurídica mútua (serve como um tratado limitado quando os países envolvidos não têm um MLAT existente) e um contato permanente entre os países.
Além do preâmbulo, o texto conta com 48 artigos, organizados em quatro capítulos:
1. Terminologia: define legalmente os conceitos de sistema informático, dados informáticos, fornecedor de serviço e dados de tráfego (Artigo 1º);
2. Medidas a tomar a nível nacional:
  1. Seção 1 – Direito penal material, composta de quatro grupos de condutas que devem ser estabelecidas como infrações penais na legislação doméstica pelos países signatários, além de normas sobre tentativa, cumplicidade, sanções e medidas:
    1. Título 1 – Infrações contra a confidencialidade, integridade e disponibilidade de sistemas informáticos e dados informáticos: determina que sejam estabelecidos como infração penal o acesso ilegítimo (Artigo 2º), a interceptação ilegítima (Artigo 3º), a interferência em dados (Artigo 4º), a interferência em sistemas (Artigo 5º) e o uso abusivo de dispositivos (Artigo 6º);
    2. Título 2 – Infrações relacionadas com computadores: determina que sejam estabelecidos como infração penal a falsidade informática (Artigo 7º), e a burla informática (Artigo 8º);
    3. Título 3 – Infrações relacionadas com o conteúdo: determina que sejam estabelecidas como infração penal as infrações relacionadas com pornografia infantil (Artigo 9º);
    4. Título 4 – Infrações relacionadas com a violação do direito de autor e direitos conexos: determina que sejam estabelecidas como infração penal as infrações relacionadas com a violação do direito de autor e direitos conexos (Artigo 10º).
    5. Título 5 – Outras formas de Responsabilidade e Sanções: determina que sejam estabelecidos como infração penal a tentativa e a cumplicidade (Artigo 11º), que seja prevista a responsabilidade de pessoas coletivas (Artigo 12º), e que sejam legalmente previstas sanções aplicáveis (Artigo 13º);

  2. Seção 2 – Direito Processual,
    1. Título 1 – Disposições comuns: âmbito das disposições processuais (Artigo 14º), condições e salvaguardas (Artigo 15º);
    2. Título 2 – Conservação expedita de dados informáticos armazenados: conservação expedita de dados informáticos armazenados (Artigo 16º), conservação expedita e divulgação parcial de dados de tráfego (Artigo 17º);
    3. Título 3 – Injunção: injunção (Artigo 18º)
    4. Título 4 – Busca e Apreensão de dados informáticos armazenados: Busca e apreensão de dados informáticos armazenados (Artigo 19º)
    5. Título 5 – Recolha em tempo real de dados informáticos: Recolha em tempo real de dados relativos ao tráfego (Artigo 20º), e Intercepção de dados relativos ao conteúdo (Artigo 21º)

  3. Seção 3 – Direito Processual: Competência (Artigo 22º)
3. Cooperação Internacional: ;
  1. Seção 1 – Princípios gerais,
    1. Título 1 – Princípios gerais relativos à cooperação internacional: Princípios gerais relativos à cooperação internacional (Artigo 23º)
    2. Título 2 – Princípios relativos à extradição: Extradição (Artigo 24º)
    3. Título 3 – Princípios Gerais relativos ao auxílio mútuo: princípios gerais relativos ao auxílio mútuo (Artigo 25º), Informação espontânea (Artigo 26º);
    4. Título 4 – Procedimentos relativos aos pedidos de auxílio mútuo na ausência de acordos internacionais aplicáveis: procedimentos relativos aos pedidos de auxílio mútuo na ausência de acordos internacionais aplicáveis (Artigo 27º), Confidencialidade e restrição de utilização (Artigo 28º)

  2. Seção 2 – Disposições específicas,
    1. Título 1 – Auxílio mútuo em matéria de medidas provisórias: Conservação expedita de dados informáticos armazenados (Artigo 29º), Divulgação expedita dos dados de tráfego conservados (Artigo 30º)
    2. Título 2 – Auxílio mútuo relativamente a poderes de investigação: Auxílio mútuo relativamente ao acesso a dados informáticos armazenados (Artigo 31º), Acesso transfronteiriço a dados informáticos armazenados, com consentimento ou quando são acessíveis ao público (Artigo 32º), Auxílio mútuo relativamente à recolha de dados de tráfego em tempo real (Artigo 33º), Auxílio mútuo em matéria de intercepção de dados de conteúdo (Artigo 34º)
    3. Título 3 – Rede 24/7: determina que seja designado um ponto de contato disponível 24 horas por dias, 7 dias na semana (Artigo 35º)
4. Disposições Finais: assinatura e entrada em vigor (Artigo 36º), adesão à Convenção (Artigo 37º), aplicação territorial (Artigo 38º), aplicação territorial (Artigo 39º), declarações (Artigo 40º), cláusula federal (Artigo 41º), reservas (Artigo 42º), estatuto e levantamento de reservas (Artigo 43º), aditamentos (Artigo 44º), resolução de litígios (Artigo 45º), consulta entre as partes (Artigo 46º), denúncias (Artigo 47º), notificação (Artigo 48º).

### Protocolos Adicionais

#### Racismo e Xenofobia
O Protocolo Adicional à Convenção sobre o Cibercrime, referente à criminalização de atos de natureza racista e xenofóbica cometidos por meio de sistemas de computador foi assinado em Estrasburgo em 28 de janeiro de 2003 e entrou em vigência em 1º de março de 2006.
Também com perspectiva de direito penal material e processual, além previsões de cooperação internacional, o Protocolo, ao longo de dezesseis artigos, organizados em quatro capítulos, dispõe sobre a criminalização da disseminação informática de conteúdo racista e xenofóbico, bem como da criminalização de ameaças e insultos motivados por racismo ou xenofobia.

#### Evidências eletrônicas
Desde setembro de 2017, o Comitê da Convenção vem negociando a adoção do Segundo Protocolo Adicional à Convenção sobre o Cibercrime sobre cooperação aprimorada e divulgação de evidências eletrônicas. Além de dezenas de reuniões de redação do grupo de trabalho específico, foram realizadas seis rodadas de consulta com interessados, incluindo audiências públicas e a recepção de contribuições da sociedade civil, especialistas e empresas do setor. Uma segunda versão da proposta, de 21 de abril de 2021, foi aprovada pelo Comitê em 28 de maio de 2021.
O texto aprovado para a proposta contém 25 artigos, organizados em quatro capítulos. São previstas ferramentas tecnológicas, formas de cooperação direta entre países e empresas provedoras de serviços estrangeiras (para informações sobre registros de nomes de domínio e informações de clientes), e entre autoridades de países distintos (para revelação acelerada de dados informáticos em situações de emergência), bem como assistência jurídica mútua emergencial, vídeo conferências e investigações conjuntas. Enumeram-se, ainda, condições e salvaguardas, especialmente para a proteção de dados pessoais, além de disposições sobre eficácia, vigência e aplicabilidade da norma no plano internacional.
Após a análise pelos órgãos pertinentes do Conselho da Europa, sua a adoção formal está prevista para coincidir com o 20º aniversário da Convenção de Budapeste, em novembro de 2021, e a abertura para assinaturas deve ocorrer no início de 2022.

## Críticas
A Convenção têm sido objeto de diversas críticas em relação à transposição de normas penais de direito material, bem como sobre suas disposições de direito penal processual, sujeitas a abuso pelas forças de segurança pública e nacional.
O controle judicial, a fundamentação de aplicação, a limitação do alcance e da duração das medidas processuais não são previstos como regra, mas apenas como medidas excepcionais, a serem incluídas como condições “quando for apropriado, tendo em conta a natureza do poder ou do procedimento” (Artigo 15, § 2º).
Ainda, ela exige, por exemplo, que os países prevejam em lei a possibilidade de guarda (ou “recolha”) de metadados durante a comunicação pelos próprios prestadores de serviço (Artigo 20), bem como a interceptação de conteúdo de comunicações (Artigo 21), em ambos os casos de forma totalmente secreta (§ 3º).
Ainda em fase de aprovação, o Segundo Protocolo Adicional é alvo de críticas pela EFF, para quem a previsão de "acesso da aplicação da lei aos dados do usuário sem fortes proteções de privacidade é um golpe para os direitos humanos globais na era digital". A organização também afirma que "o processo de redação do novo Protocolo careceu de um envolvimento sólido com a sociedade civil", destaca a ausência de "supervisão judicial como um limite mínimo para o acesso transfronteiriço", e aponta que o texto "torna a maioria de suas salvaguardas opcionais e geralmente enfraquece a privacidade e a liberdade de expressão".

Aponta-se que a ausência de maiores exigências pode permitir que a assistência jurídica mútua emergencial seja utilizada como meio para contornar o devido processo legal do MLAT.